# Ed Decter
Edward Ichabod Decter (West Orange, 19 maggio 1959) è uno sceneggiatore e regista statunitense.
I suoi lavori includono le sceneggiature di Tutti pazzi per Mary (1998), Top model per caso (2001), Un ragazzo tutto nuovo (2002) e Lizzie McGuire - Da liceale a popstar (2003); in ambito televisivo, Decter ha scritto Crescere, che fatica! (1993 - 2000), In Plain Sight - Protezione testimoni (2008 - 2012) e Shadowhunters (2016). Numerosi suoi lavori sono firmati insieme al collega John J. Strauss.